# Direito Achado na Rua
O Direito Achado na Rua (DANR) é uma concepção teórica, desenvolvida a partir das ideias de Roberto Lyra Filho, que tem por objetivo pensar o Direito derivado da ação dos movimentos sociais por meio de uma perspectiva que o entende como uma “legítima organização social da liberdade". Designa também o movimento político-teórico e sociológico-jurídico surgido a partir desta visão, que toma forma na Nova Escola Jurídica Brasileira (NAIR).
O movimento busca um parâmetro de verificação de validade social axiológica de normas jurídicas individuais ou de um dado ordenamento jurídico a partir do socialismo democrático e do materialismo histórico e dialético. Dessa forma, o Direito Achado na Rua, por definição, não pode ser enquadrado nas linhas teóricas do jusnaturalismo ou do positivismo jurídico. 
O Direito Achado na Rua apresenta uma visão dialética do Direito, em um processo de constante transformação e mudança dentro de uma perspectiva histórica, em contraposição a uma visão pretensamente fixa e dogmática.
O Direito, nesta concepção, pode ser entendido como uma liberdade militante que se constrói dentro da justiça histórica e da convivência social dos indivíduos e coletivos, que vivencia, experimenta e constrói o direito, num “processo e modelo de liberdade conscientizada”.
Os direitos humanos têm centralidade no pensamento lyriano, sendo definidos resultado e cerne do processo libertador, como o florescer de uma consciência que nasce do embate de classes, de forças e de grupos antagônicos.
O Direito Achado na Rua é conexo a outros movimentos jurídicos: o Pluralismo Jurídico, o Direito Alternativo e o Direito Insurgente. Não se confunde, porém, com eles. Para melhor entender as características e distinções, verificar Direito Achado na Rua – Concepção e Prática e Introdução ao Pensamento Jurídico Crítico.

## Desenvolvimento Histórico
O Direito Achado na Rua é um projeto que surgiu em 1986, após a morte de Lyra Filho, coordenado pelos professores José Geraldo Sousa Junior e Alexandre Bernardino Costa, e implementado no ano posterior (1987) como curso à distância coordenado pelo Núcleo de Estudo para a Paz e Direitos Humanos (NEP) e pelo Centro de educação à distância (CEAD), da UnB. No mesmo ano, foi lançado o livro Introdução Crítica ao Direito, que viria a se tornar o primeiro volume de uma série de – até agora – oito livros denominada O Direito Achado na Rua.
O legado deixado pelo Direito Achado na Rua abrange o seu acervo de produção informacional, a realização de projetos e interconexões com o estudo jurídico dentro e fora do país, em um processo de interlocução de ideias e conhecimentos, realizado por professores, estudantes e integrantes de movimentos sociais, sendo descrito pelo próprio autor como fortuna crítica do projeto. Sob esta visão é que se molda o seu pluralismo jurídico, realizando referências a diversos autores, visando à produção de um direito verdadeiramente coletivo e emancipatório.
É oferecido como disciplina ao Programa de Pós-graduação em Direito e em Direitos Humanos e Cidadania (Mestrado/Doutorado) na Universidade de Brasília (CEAM – Centro de Estudos Avançados Multidisciplinares da UnB), certificada pela plataforma do CNPq como linha de pesquisa.
O Direito Achado na Rua, no presente, serve de base para a prática jurídica, em núcleo acadêmico de prática jurídica e em projetos de extensão, notadamente na técnica Assessoria Jurídica Popular Universitária – trabalho desenvolvido por atores do Direito em busca de assistência e orientação jurídicas que dialoguem com os problemas enfrentados pelos grupos vulneráveis – como um grupo de pesquisa que busca construir um conhecimento interdisciplinar e multilateral, dialogando inclusive com outras instituições dentro e fora do ambiente acadêmico.

### Linha do Tempo
- 1987 - Criação do Grupo de Pesquisa O Direito Achado  na Rua, depois certificado como Grupo de Pesquisa do Diretório de grupos de Pesquisas do CNPq.
- 1987 - Edição do Curso a Distância O Direito Achado na Rua, UnB/NEP/CEAD.
- 1993 - 4ª. edição de O Direito Achado na Rua, transformado em Série, com o vol. 1 denominado Introdução Crítica ao Direito, UnB/NEP/CEAD.
- 1993 - Edição do vol. 2, da Série O Direito Achado na Rua: Introdução Crítica ao Direito do Trabalho, UnB/NEP/CEAD.
- 2002 - Edição do vol. 3, da Série O Direito Achado na Rua: Introdução Crítica ao Direito Agrário, UnB/Editora da UnB/Imprensa Oficial do Estado de São Paulo/NEP.
- 2007 - Comenda do Mérito Judiciário de Trabalho, conferida pelo TST à Faculdade de Direito da UnB, pelo projeto da coluna O Direito Achado na Rua, publicada no Jornal Tribuna do Brasil (cf. em A Prática Jurídica na UnB. Reconhecer para Emancipar, organizadores José Geraldo de Sousa Junior, Alexandre Bernardino Costa e Mamede Said Mais Filho, MEC/MJ/UnB, Projeto Reconhecer).
- 2008 - Edição do vol. 4, da Série O Direito Achado na Rua: Introdução Crítica ao Direito à Saúde.
- 2011 - Publicação da 1ª. edição da Série O Direito Achado na Rua: Introdução Crítica ao Direito das Mulheres, UnB/NEP/CEAD.
- 2012 - Edição do vol. 6, da Série El Derecho desde la Calle: Introducción Critica al Derecho a la Salud, UnB/NEP/CEAD.
- 2015 - Edição do vol. 7, da Série O Direito Achado na Rua: Introdução Crítica à Justiça de Transição na América Latina, UnB/NEP/CEAD.
- 2015 - Prêmio Capes de Tese (Menção Honrosa) para a tese de Rosane Freire de Lacerda (pesquisadora do Grupo de Pesquisa O Direito Achado na Rua), defendida na Faculdade de Direito da UnB:  "Volveré, y Seré Millones": Contribuições Descoloniais dos Movimentos Indígenas Latino Americanos para a Superação do Mito do Estado-Nação.
- 2015 - Prêmio UnB de Dissertação (área interdisciplinar Direitos Humanos de Cidadania), para a dissertação de Isis Táboas (pesquisadora do Grupo de Pesquisa O Direito Achado na Rua), defendida no Programa de Mestrado em Direitos Humanos e Cidadania, do CEAM/UnB: Viver sem violência doméstica e familiar: a práxis feminista do Movimento de Mulheres Camponesas.
- 2015 - Prêmio UnB de Dissertação (área Direito), para a dissertação de Karoline Martins (pesquisadora do Grupo de Pesquisa O Direito Achado na Rua), defendida na Faculdade de Direito da UnB: O direito que nasce da luta : a construção     social do direito à moradia e à cidade pelo Movimento dos Trabalhadores Sem Teto no Distrito Federal.
- 2017 - Edição do vol. 8, da Série O Direito Achado na Rua: Introdução Crítica ao Direito à Comunicação e à Informação, UnB/NEP/FAC Livros.

## Ensino, Pesquisa e Extensão no âmbito d'O Direito Achado na Rua
A discussão sobre o tripé universitário aplicado no Direito Achado na Rua constitui-se como coleção de referência na universidade em seu diálogo com os movimentos sociais, representando a completude do tripé universitário: ensino, pesquisa e extensão na área jurídica dos direitos humanos. Nessa perspectiva, considera-se a importância da universidade que, além de ser, faz e constrói patrimônios erguidos pelo conhecimento, pelo estudo crítico das temáticas-base do Direito Achado na Rua. O direito como liberdade é alcançado pelo uso instrumental do tripé universitário por estudantes – que devem ser sujeitos desse cenário – que se apropriam do ser/fazer da universidade para reconstrução, remodelamento e transformação estrutural do pensamento crítico.

### O projeto DANR nos âmbitos nacional e internacional
O Direito Achado na Rua não se apresenta somente na Universidade de Brasília. Apesar de o grupo de pesquisa ter surgido na Universidade de Brasília (UnB), expandiu-se e alcançou repercussão nos cenários nacional e internacional. Representa base para o projeto Centro de Referência em Direitos Humanos da Universidade Federal da Paraíba (UFPB), com o grupo de extensão e pesquisa Loucura e Cidadania. Consta em novos cursos de formação em Direito como no Programa Nacional de Educação e Reforma Agrária (PRONERA), no grupo de pesquisa O Direito Achado na Rua, da Universidade Federal de Santa Maria (UFSM) e nos cursos de Pós-Graduação em Direitos Humanos da UFSM, UFPB e Universidade Federal de Goiás (UFG).
Um projeto exterior que repercutiu no âmbito do Direito Achado na Rua e da UnB é o PLP (Promotoras Legais Populares) – projeto de repercussão continental na América Latina. Há várias experiências semelhantes de ONG’s no Brasil, mas a PLP/DF é a única universitária, o único projeto PLP na América que não é de organização não governamental. Além disso, o grupo representa um rico repertório jurídico para estudo e aplicação a respeito do Acesso à Justiça e dos Direitos Humanos, em todo o continente.

### A Universidade de Brasília, o Distrito Federal e O Direito Achado na Rua
O grupo de pesquisa O Direito Achado na Rua apoia e articula diversos projetos pertencentes à Faculdade de Direito da Universidade de Brasília. Pode-se citar, por exemplo, uma disciplina de Prática e Atualização do Direito 1 que possui como temática o Direito Achado na Rua, possibilitando aos estudantes discutir questões para a formação do pensamento crítico.
É imprescindível citar dois projetos de extensão atualmente articulados por O Direito Achado na Rua: a Assessoria Jurídica Popular – AJUP Roberto Lyra Filho e as Promotoras Legais Populares. Tais projetos se orientam por uma concepção freireana de educação como prática de liberdade, orientada por princípios de diálogo, horizontalidade e, sobretudo, pela proposta de emancipação de sujeitos oprimidos que, neste processo de trocas de saberes e experiências, passam a se reconhecer e a ser reconhecidos como sujeitos de direitos.
A Assessoria Jurídica Popular (AJP) é definida como uma prática jurídica diferenciada voltada para a realização de ações para garantia do acesso à justiça, mesclando assistência jurídica e atividades de educação popular em direitos humanos, organização comunitária e participação popular com grupos e movimentos populares. A partir disso, “os assessores jurídicos populares assimilam suas reivindicações dialogicamente e buscam assessorá-los a partir de suas demandas” (CORREIA; ESCRIVÃO FILHO; SOUSA JUNIOR, 2016, p. 93), isto é, conhecer a linguagem do assessorado e pô-la em prática.
Como projeto de extensão na Faculdade de Direito da UnB, a AJUP Roberto Lyra Filho possui viés interdisciplinar, sendo composta por estudantes de graduação e pós-graduação de diversos cursos da UnB e de outras faculdades do Distrito Federal. Esta AJUP trabalha com movimentos sociais e organizações populares em perspectiva multidisciplinar, não se limitando a estudantes de direito, mas com ênfase especial na educação popular, assessoria jurídica, urbanismo, questões fundiárias e ambientais, entre outros.
O projeto “Direitos Humanos e Gênero: Promotoras Legais Populares” (PLPs/DF) é uma experiência extensionista emancipatória iniciada em 2005 na Faculdade de Direito da UnB, que tem por base a prática da educação jurídica popular feminista, sendo, portanto, uma ação afirmativa de gênero. Composto por estudantes de diferentes cursos de graduação e pós-graduação, o projeto tem o propósito de capacitar mulheres em noções de Direito, gênero e cidadania, com vistas à formação de promotoras legais populares para atuarem na defesa dos direitos das mulheres no reconhecimento de sua autonomia enquanto sujeitos e construtoras do Direito. O projeto possui duas vertentes: de um lado, um grupo de estudos multidisciplinares de gênero e direito e, do outro, coordenação do curso de extensão com esta mesma denominação. Dessa forma, o curso e as oficinas caminham no sentido de proporcionar a todas as participantes um espaço ativo de fala, onde o Direito positivado é discutido de forma crítica e o conhecimento construído é multiplicado de maneira que as PLPs contribuam para a diminuição da exclusão social e a transformação da comunidade na qual atuam, tendo como meta o processo de libertação das mulheres.

## Desafios

### Epistemológicos

#### Pluralismo Jurídico
Os principais desafios que permeiam o projeto para sua efetivação na teoria e na prática são: a necessidade de atualização constante quanto “às manifestações plurais do fenômeno jurídico nas diversas ordens e subgrupos componentes das sociedades, de sorte a não encerrar seu horizonte de práxis e crítica do direito positivo"; a busca por propor e conceber uma reformulação do ordenamento jurídico em relação à representatividade dos variados polos culturais constituintes da identidade plurinacional do Estado Brasileiro; e a concretização do conceito de pluralismo jurídico comunitário-participativo, ainda em gestação, quanto à aplicabilidade no âmbito brasileiro, que busca conceber direitos que são construídos na realidade por meio de movimentos sociais e políticos, tendo se originado dos sujeitos coletivos advindos das diversas realidades sociais e políticas.

#### Descolonização do saber
Decorrendo do paradigma da racionalidade moderna, a visão das correntes do formalismo e positivismo, que coloca as normas como única unidade de análise da realidade, restringe a produção do saber a um único viés, alheio ao contexto social e que rejeita qualquer outro tipo de fonte de conhecimento. Desta forma, há uma preservação do monopólio estatal e da ordem socioeconômica hegemônica. A produção de conhecimento torna-se ferramenta de manutenção desta ordem, ao passo que é manipulada sob um fundamento de racionalidade científica e de neutralidade. Um dos principais desafios epistemológicos de O Direito Achado na Rua é o de superação deste paradigma, que rejeita a pluralidade de explicações da realidade e que coloniza os espaços jurídicos através da codificação e tecnicização do Direito. O movimento propõe, como forma de suplantar este desafio, uma ampliação, através do Direito, do protagonismo de atores sociais na produção do conhecimento acadêmico, permitindo uma abertura do campo a novas formas de se pensar o próprio Direito.

### Institucional
São observadas na linha de pensamento de O Direito Achado na Rua, ao longo do seu caminho metodológico, dificuldades para o enraizamento e para a concretização dos objetivos traçados por conta das instituições existentes. Essas instituições evidenciam um certo distanciamento em relação aos cidadãos e à justiça, como observado no poder Judiciário, ao qual não apresenta uma forma eficiente e democrática de acesso pela sociedade, mantendo uma lacuna entre cidadãos e direitos. É, desse modo, propenso a criar nos cidadãos um sentimento de ausência e apatia sobre a instituição que teria, por dever, organizar as relações sociais.
Essa lacuna pode ser vista como fruto de uma outra dificuldade institucional: as Escolas e as Universidades brasileiras não apresentam uma educação inclusiva e participativa – com vistas a criar verdadeiros cidadãos críticos que busquem, a partir de suas novas visões de mundo, questionar e transformar o seu contexto social – nem almejam diminuir a distância e a apatia adquiridos pelo indivíduo ao longo de sua vida. Essas novas formas de organização e manifestação social, que diminuem o espaço entre o direito e a sociedade, são o objetivo da obra de Roberto Lyra Filho. É preciso, então, enfrentar o desafio de reinventar e redesenhar as instituições.
Os desafios institucionais colocados para O Direito Achado na Rua hoje são inúmeros e requerem esforços para que se alcancem efetivas resoluções. Dentre as soluções, podemos citar a construção de novos estatutos jurídicos de forma democrática e dialogada e a pressão feita pelos projetos que representam O Direito Achado na Rua junto aos movimentos populares, contrapondo os delineamentos conservadores dos Poderes Legislativo e Executivo, distrital e federal, pela aprovação e concretização de projetos de lei que impulsionem o atendimento de demandas sociais. Esse é o caso das Assessorias Jurídicas Populares e da Advocacia Popular – que têm como pressupostos o entendimento do direito como instrumento para transformação, a educação popular com vistas à emancipação jurídica, ampla visão a respeito do acesso à justiça, entre outros. Suas atuações, portanto, levam à aproximação entre a realidade social e o direito e efetivam o direito dos chamados vulneráveis.

### A criação de um novo constitucionalismo
A Teoria Constitucional tem como premissa básica a substituição de um constitucionalismo monocultural por um plurinacional. Na América Latina, onde tem ganhado bastante espaço nos últimos tempos, existem vários países que começaram essa transição e se encontram em um dos seus ciclos: constitucionalismo multicultural, constitucionalismo pluricultural ou constitucionalismo plurinacional.
Essa Teoria enfrenta o desafio da falta de uma participação constituinte efetiva dos diferentes indivíduos e sujeitos coletivos, em que todos tivessem legitimidade para disputar as questões do Direito e da Constituição. Essa é uma das críticas expostas por José Joaquim Canotilho em sua obra “Direito Constitucional e Teoria da Constituição”. Neste livro, Canotilho questiona as “modas do ‘moderno direito constitucional’”, o qual se caracteriza erroneamente pelo conhecimento das sentenças, das decisões, que pautam o novo modo de praticar esse ramo. Canotilho defende a ideia de que o “direito constitucional é aquilo que os juízes dizem que é”, tornando-o, assim, ainda menos acessível à população.
Existe um foco especial da corrente com relação à questão indígena: há a preocupação de que seus valores sociais, econômicos, políticos e culturais sejam incluídos no ordenamento jurídico e também no âmbito institucional dos poderes e entes públicos e sociais. Essa corrente de pensamento tem também o desafio de alcançar uma “linguagem semântica constitucional” simplificada e, portanto, acessível a todos.
Ao observar o que ocorreu nesses outros países da América Latina, questiona-se a possibilidade de pensar e fazer o mesmo para o Brasil, que, apesar de estar “sempre de costas” para o restante do continente, sofre dos mesmos problemas, por conta de sua formação histórica colonialista, patriarcal e patrimonialista.
No Constitucionalismo atual, “desse modo, como testamento de um ente não mais vivente, uma abstração idealizada como a soberania popular, a Constituição se descola do cotidiano social, alienando completamente da sociedade a função [...] de atribuir ou disputar o significado do texto constitucional”. A corrente de pensamento O Direito Achado na Rua conversa com a Teoria Constitucional.  O chamado Constitucionalismo Achado na Rua une-se à Teoria para resgatar sua função social e devolver à sociedade o papel de dar sentido político ao Direito, por meio do reconhecimento das lutas sociais como expressão cotidiana da soberania popular. É necessário um processo constitucional que seja promovido pelo povo e para o povo, sendo, portanto, “achado na rua”. É importante enfrentar o conceito de soberania e transformá-lo em poder popular, em capacidade de os sujeitos instituírem direitos que estabeleçam, de fato, uma organização social legítima, emancipatória e libertária. Essa tem sido a aposta brasileira para transformar o sistema político vigente.

### Combate à criminalização dos movimentos sociais
O Direito Achado na Rua, ao versar, em suas origens, a respeito de uma nova noção para o exercício dos direitos possíveis, encontra, no Brasil, um desafio institucional de ordem histórica, ao contrapor-se a um esforço de legitimação da criminalização dos movimentos sociais. Esse esforço institucionalizado busca ancoragem em outros atores, como a mídia de massa e a própria sociedade civil, que, orientada muitas vezes em torno da noção de ordem e regularidade, inclina-se a conceber os movimentos sociais como algozes do bom andamento e funcionamento social. O Estado e seu aparelho ideológico valem-se dessas perspectivas e esforçam-se em torno da construção de caricaturas estranhadas dos movimentos sociais, que se vêem sistematicamente colocados sob categorias deslegitimadas – “Comunistas”, “Pobres”, “Aproveitadores”, “Terroristas” – que autorizam o uso do próprio Direito contra grupos e indivíduos que, em alguma medida, são lidos a partir dessas perspectivas.
A reflexão dialética das inquietações em torno das epistemologias constitutivas da ontologia do direito, principalmente daquele direito experienciado na América Latina (do Sul) e, por fim, no Brasil,  onde vincula-se “O Direito Achado na Rua [...] a uma concepção de direito que emerge transformadora dos espaços públicos – a rua – onde se dá a formação de sociabilidades reinventadas” e que, como resultado último, “permitem abrir a consciência de novos sujeitos para uma cultura de cidadania e de participação democrática” que lutam contra a criminalização dos movimentos sociais e, ao contrário disso, buscam seu reconhecimento enquanto indivíduos representantes de um “fazer direito” legítimo.

### Operadores do direito
O grande desafio contemporâneo daqueles que se dedicam ao estudo e à prática jurídica é saber focalizar qual é o Direito adequado para a composição das lides sociais. Não se deve fechar os olhos para a existência, por um lado, de um direito legalista, elitista e engessado, controlado por uma minoria social privilegiada. Por outro lado, tem surgido um novo direito, resiliente, que busca uma prática libertária e emana do contexto atual de lutas e movimentos sociais – como aponta Roberto Lyra Filho: o verdadeiro direito. Nessa questão, O Direito Achado na Rua, já em seu nome, destaca a importância e o valor daquele direito que nasce “na rua, no clamor dos espoliados e oprimidos” – em contraposição a um Direito que é simples conjunto de normas “frias” – e luta pela legitimação e adoção generalizada dessa visão.
Além disso, como afirma Boaventura de Sousa Santos, há o esgotamento do modelo ideológico da cultura legalista da formação dos juristas e dos magistrados, assim como um questionamento do papel e da função social dos juízes, que tem empurrado seus principais órgãos e operadores a uma situação na qual se faz da lei mera promessa vazia.

### Político
O Direito Achado na Rua é um movimento contra-hegemônico. E essa posição contra-hegemônica é, em si mesma, um desafio. Neste sentido, há um descompasso de forças – a favor do lado hegemônico – entre os atores na busca por espaço político. É comum que a atuação de O Direito Achado na Rua seja taxada como “fazer política”. Isto revela a hegemonia discursiva dos atores dominantes: “não fazer política significaria conformar-se, cumprir o papel a eles distribuído sem contestar”. Naturaliza-se a conformidade e condena-se a problematização.
Titular do discurso hegemônico, o Estado pautado no liberalismo configura também um desafio ao acesso à justiça e à práxis do Direito Achado na Rua. Ao situar as carências no plano puramente individual e ao pender, na resolução de conflitos, para o lado econômico mais forte (o mercado, o proprietário, os empresários, os fazendeiros etc), o Estado liberal encontra-se desatualizado, obsoleto, ineficiente e estéril frente às demandas da sociedade de hoje. As carências “não se situam mais no plano puramente individual, hoje se espraiam por toda a coletividade".

### Educacional
O grupo de pesquisa O Direito Achado na Rua enfrenta diversos desafios no âmbito educacional. As adversidades são encontradas nos três pilares: ensino, pesquisa e extensão.
No primeiro deles, o desafio é o fato de que a academia, ao invés de difundir conhecimento, acaba por neutralizar e estigmatizar conhecimentos que estão fora de seus restritos padrões. Além disso, é preciso enfrentar o desafio da lógica do estudo para concurso público, que se encontra com bastante frequência no ensino jurídico do Brasil, e acabar com o foco recebido por temas dogmáticos, de modo a destacar possibilidades emancipatórias do ensino.
Na área da pesquisa, há as questões do distanciamento entre a Justiça e a realidade social dos brasileiros – falta preocupação no âmbito acadêmico com relação às demandas concretas –; da lógica produtivista – tão prejudicial para um ensino jurídico crítico e emancipador –; e da hierarquização – em lugar de construções horizontais. Para tais questões, O Direito Achado na Rua propõe a valorização das diversas formas do saber, defendendo a interdisciplinaridade e o rompimento da separação teoria-prática.
Por último, na extensão, o problema é a superação da neutralização acadêmica do papel da extensão, que não destaca sua essencialidade para a formação de operadores do direito críticos e responsáveis, e também do pouco engajamento dos estudantes nesses projetos. Nesse ponto, o projeto tem grande atuação, como já mencionado no tópico anterior (ensino, pesquisa e extensão).

### Meios para concretização
Com a proclamação dos direitos sociais pela positivação constitucional e infraconstitucional, junto ao não cumprimento dessas normas, torna-se um dos grandes desafios da população buscar a concretização desses direitos. O acesso à justiça é um exemplo disso: embora assegurado como direito fundamental no art. 5°, inciso XXXV, da Constituição Federal brasileira de 1988, ele não se realiza plenamente. Ao invés disso, o que se pode perceber é a espoliação de parte dos direitos da população – em outras palavras, um comprometimento da cidadania.
Para a concretização dos desafios que o projeto busca superar, um dos caminhos é a educação em direitos humanos, para todos os segmentos sociais, mas, em especial, para os historicamente oprimidos, pois assim se concretizará a ideia de cidadania para esses grupos. A superação de baixos índices de acesso à justiça se dá através do empoderamento dos indivíduos e dos grupos marginalizados, de modo que, conscientes com relação aos direitos e aos deveres, tenham eles o poder para buscar a efetivação dos mesmos, garantindo, então, a cidadania, que lhes é negada pela subordinação aos modelos econômicos – tal como problematiza Milton Santos em grande parte de sua obra. Assim, passam a ter suas demandas articuladas de maneira crítica e política, não sendo, apenas, uma luta contra determinado grupo, mas uma contribuição para a criação de uma realidade social mais justa. Exemplos tanto das reflexões produzidas acerca do Direito Achado na Rua, bem como dos projetos que com ele dialogam no âmbito social e acadêmico, são o Núcleo de Estudos para a Paz e Direitos Humanos (NEP) e as Promotoras Legais Populares (PLP) – frutos dessa educação em direitos humanos.

## Críticas
Aceitar as críticas de forma produtiva e reagir de forma positiva retrata um outro grande desafio do projeto. É muito importante para qualquer trabalho acadêmico lidar com as críticas que por vezes possam surgir (ainda que ensandecidas e verborrágicas). É buscar, através destas, o seu verdadeiro significado teórico e social. Com isso, é preciso evidenciar algumas críticas e, a partir delas, reagir.
Um dos principais objetivos de O Direito Achado na Rua é romper paradigmas e colocar a justiça a serviço do povo, apresentando uma ideia de direito muito além de normas e sanções, que não se restringe às leis, pois é necessária a criação de um Direito que leve em conta as constantes transformações sociais, contemple as reivindicações dos movimentos sociais e enxergue a necessidade de ampliação da cidadania. Convém lembrar que em momento algum houve uma justiça igualitária a todos e que os avanços sociais existentes não se deram por simples e espontânea vontade do Estado, mas por intensas e insistentes mobilizações da população.
No âmbito acadêmico, destaca-se a crítica do professor Lênio Streck. Em contraposição às ideias defendidas por movimentos de crítica ao direito, tais como O Direito Achado na Rua, o autor considera os grandes avanços ocorridos pós-Constituição de 1988. Logo, construir espaços alternativos de criação de normas, como a série O Direito Achado na Rua, o direito alternativo ou até mesmo o pluralismo jurídico, criariam uma insegurança Constitucional, visto que, como ele afirma, “ser crítico hoje é concretizar a Constituição” (2009, p.23).
De fato, avanços consideráveis foram conquistados através da Constituição brasileira de 1988. Todavia, apenas a positivação não é suficiente, tendo em vista a existência de discrepância entre positivação e efetivação. Hodiernamente, existe a necessidade do rompimento de paradigmas, pois o Direito não se apresenta perfeito, acabado e indiscutível. Além disso, é necessário pontuar que a proposta de o Direito Achado na Rua não se reduz a apostar no poder dos juízes, tendo em vista que o projeto busca o diálogo entre a academia e a sociedade, para que esses possam dialogar com o direito e pressionem politicamente o legislativo como sociedade cível e sujeitos coletivos de direito. Somando a isto, convém lembrar que a busca pela concretização não exclui o fato de lutar pela positivação de novos direitos.
Crítico no mundo jurídico do trabalho em questão, o Ministro Gilmar Mendes afirmou, no julgamento da Arguição de Descumprimento de Preceito Fundamental – ADPF nº 144 (a qual afirma que somente as condenações definitivas poderiam gerar inelegibilidade de candidatos), que “cada vez mais nós sabemos que o Direito deve ser achado na lei, não na rua”. Tais afirmações, sem explicações detalhadas, levam a um prejuízo quanto ao verdadeiro conjunto de ideias defendidas pelo Direito Achado na Rua.
Ainda sobre o Ministro: ao proferir seu voto em 9 de junho de 2017, no julgamento da ação que tratava sobre as contas da chapa Dilma-Temer na eleição de 2014 no TSE (Tribunal Superior Eleitoral), órgão que à época presidia, afirmou que aceitar novas provas seria um equívoco, visto que os prazos já haviam se encerrado e acatar depoimentos fora deste prazo seria cometer um crime. Tal mérito não é aqui passível de veto ou aprovação, visto a necessidade de se observar o ordenamento. No entanto, quando o Ministro afirma que levar tais provas em consideração no referido julgamento seria uma prática de considerar “amigos e inimigos”, usar o “direito para finalidades espúrias”, “adequar o direito ao momento e aos interesses”, e vincula tais práticas ao Direito Achado na Rua, ocorre uma considerável depreciação do projeto e sua teoria referida. Essa desqualificação, mais uma vez, desconsidera a busca por justiça social, defendida em todo o projeto.
O jornalista Reinaldo Azevedo, ao criticar o projeto, tratou “do direito achado na rua ao direito jogado no lixo”, e utilizou como principais argumentos que tal corrente assume uma “postura ideológica” dedicada ao combate do “legalismo estrito” e que, em vez de justiça a todos, contenta-se com a injustiça igualmente distribuída. É notória a ausência em suas colocações quanto à dinâmica de todo o projeto, tendo em vista que este, mesmo tendo sido criado em uma ótica de justiça social, não busca dominar e se apropriar do indivíduo, mas sim realizar a emancipação de maneira crítica. Isso se dá através de debates, diálogos e grupos de estudo de tal modo que tanto o meio acadêmico quanto a sociedade civil se beneficiem mutuamente.